# Gnomische vorm
Met de gnomische vorm van werkwoorden wordt het feit bedoeld dat een bepaalde werkwoordsvorm een feit dat in het algemeen waar is uitdrukt en geen specifieke situatie waarop het beschrevene van toepassing is. In het Nederlands en veel andere talen heeft het onderwerp dan vaak geen lidwoord, zoals in de zin Ministers regeren het land (zie ook generaliserende wijs).
De meeste talen kennen geen aparte wijs en/of tempus om het gnomische karakter van de genoemde handeling of toestand weer te geven. Er zijn echter talen waarin hiervoor wel een aparte vorm bestaat, zoals het Swahili en Oudgrieks. Gnomiciteit kan in het Oudgrieks zowel in het verleden, heden als de toekomst worden uitgedrukt. Voor het verleden bestaat er een aparte vorm, de aoristus, die naar een niet nader aangegeven tijdstip verwijst. Deze zogeheten gnomische aoristus wordt vooral gebruikt in maximes. De oorsprong ervan ligt waarschijnlijk in de Oudgriekse fabels.